# آشکارسازهای یونیزاسیون گازی

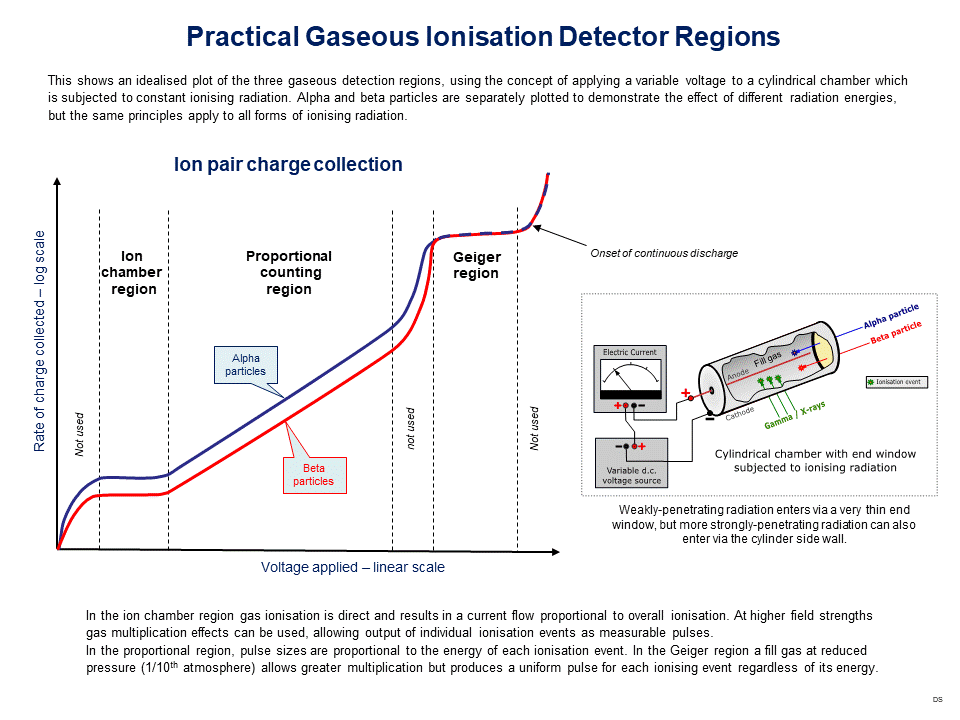
نمودار تغییرات جریان جفت یون در مقابل ولتاژ بکار رفته برای یک آشکارساز تابش گازی استوانه‌ای سیمی

آشکارسازهای یونیزاسیون گازی، وسایل ردیابی تابش هستند که در فیزیک ذرات برای آشکارسازی وجود ذرات یونیزان، و در کاربردهای مراقبت در برابر تابش برای اندازه‌گیری تابش یونیزان به کار می‌روند.

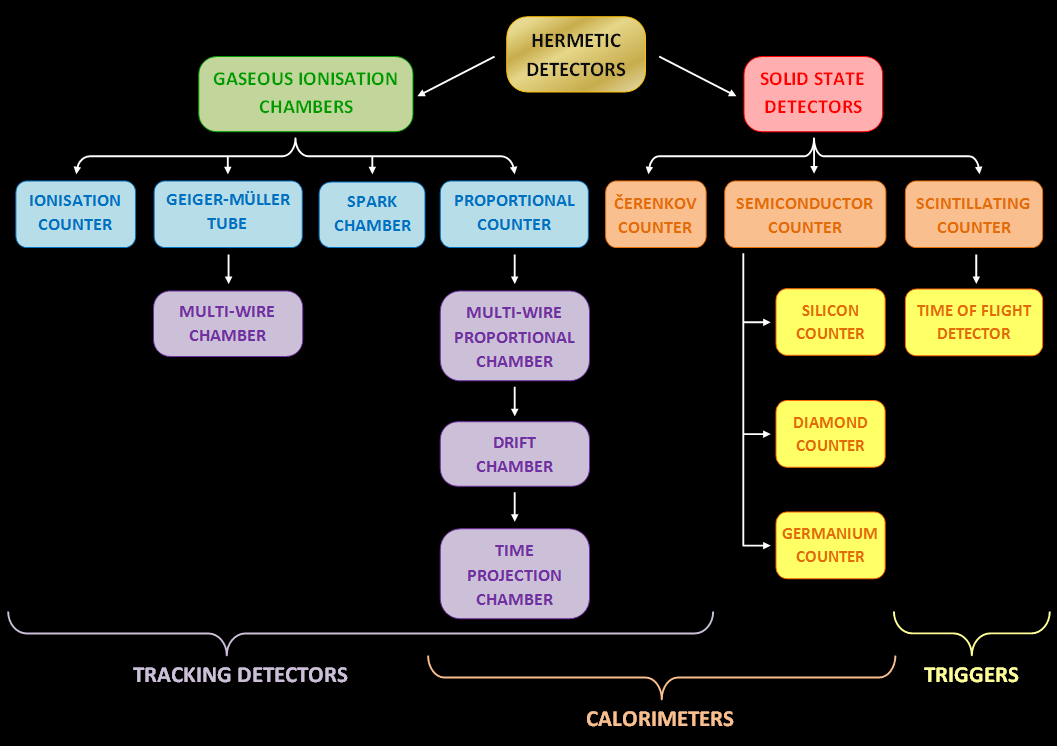
خانواده‌های مختلف آشکارسازهای یونیزاسیون گازی

در این دستگاهها از آثار یونیزه‌کننده تابش بر روی یک حسگر پر از گاز استفاده می‌شود. اگر ذره‌ای انرژی کافی برای یونیزه کردن یک اتم یا مولکول گاز را داشته‌باشد، یون‌ها و الکترون‌های حاصل باعث ایجاد جریانی می‌شوند که قابل اندازه‌گیری است.
آشکارسازهای یونیزاسیون گازی گروه بسیار مهمی از تجهیزات مورد استفاده در ردیابی و اندازه‌گیری تابش به شمار می‌روند. نمودار نشان داده‌شده در شکل تغییرات تولید جفت یون در برابر تغییرات ولتاژ به‌کار رفته برای تابش تصادفی ثابت را نمایش می‌دهد.

## انواع
سه نوع پایه‌ای آشکارسازهای یونیزاسیون گازی عبارت‌اند از:
- حفره‌های یونیزاسیون
- شمارنده‌های تناسبی
- لوله‌های گایگر-مولر

هر سه نوع طراحی پایه‌ای یکسانی دارند که متشکل از دو الکترود است که توسط هوا یا یک گاز ویژه از هم جدا شده‌اند، اما هر کدام روش متفاوتی برای اندازه‌گیری تعداد کل جفت‌یونهای جمع‌آوری شده دارند. قدرت میدان الکتریکی بین الکترودها و نوع و فشار گاز بکاررفته میزان پاسخ‌دهی آشکارساز به تابش یونیزان را تعیین می‌کند.

## کاربردهای روزمره

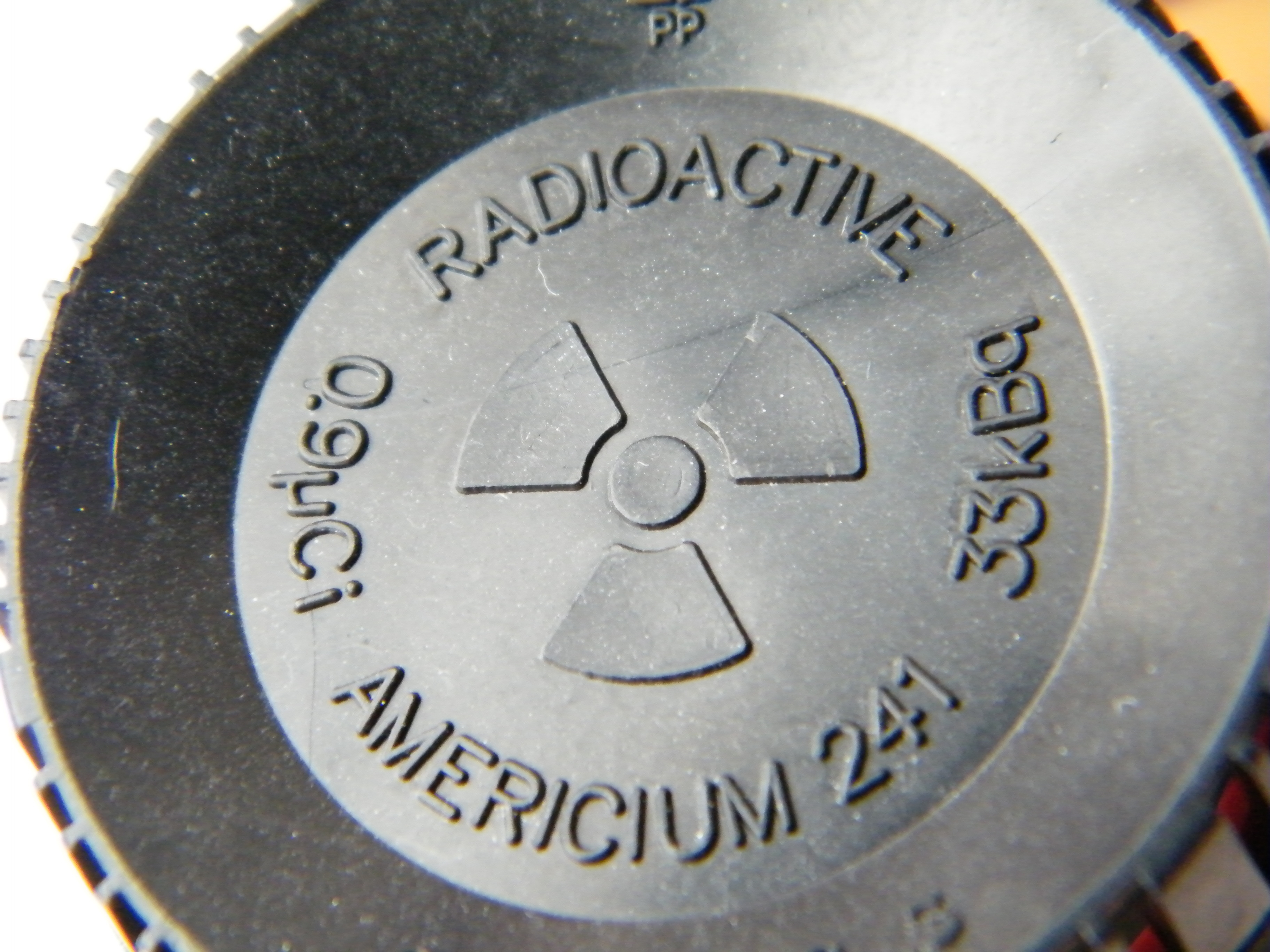
مخزن حاوی عنصر پرتوزای امریسیم که جهت استفاده در آشکارساز دود به کار می‌رود.

آشکارسازهای دود نوع یونیزان، در واقع آشکارسازهای یونیزاسیون گازی هستند که کاربرد گسترده‌ای دارند. یک منبع رادیواکتیو کوچک امریسیم در آن قرار داده می‌شود که جریانی را بین دو صفحه نگه دارد که یک حفره یونیزاسیون مؤثر تشکیل دهد. اگر دود میان صفحات، یعنی جایی که یونیزاسیون اتفاق می‌افتد،  راه یابد، گاز یونیزه شده خنثی می‌شود و جریان کاهش می‌یابد. کاهش جریان باعث به صدا درآمدن زنگ هشدار می‌شود.